# Pukovica
Pukovica (smudnjak, koparčina, mrčina divja, lat. Peucedanum), biljni rod iz porodice štitarki. Pripada mu oko 70 vrsta dvogodišnjreg bilja i trajnica, rjeđe jednogodišnjeg raslinja, raširenog uglavnom po Europi, Aziji, te neke vrste u sjevernoj Africi.
U Hrvatskoj ima nekoliko vrsta među kojima močvarna (P. palustre), kraljevska pukovica ili siljevina (P. ostruthium), močvarna (P. palustre) i jelenska pukovica ili jelenčica (P. cervaria), te još nekoliko vrsta. Listovi siljevine koriste se za aromatizaciju sireva, kuhanje čajeva i začin su nekim jelima.
 Šotova i kuminska pukovica ne pripadaju ovom rodu, nego rodu Dichoropetalum.
Latinski naziv roda dolazi od grčkog peukedanos, u značenju gorak ili opor, zbog neugodnog mirisa i okusa korijena. 

## Vrste
Peucedanum L. (s. str.) (10 spp.):
1. Peucedanum chujaense K.Kim, S.H.Oh, Chan S.Kim & C.W.Park
2. Peucedanum coriaceum Rchb., kožasta pukovica
3. Peucedanum gallicum Latourr.
4. Peucedanum guvenianum Yildirim & H.Duman
5. Peucedanum huangshanense Lu Q.Huang, H.S.Peng & S.S.Chu
6. Peucedanum hyrcanicum H.Gholiz., Naqinezhad & Mozaff.
7. Peucedanum longifolium Waldst. & Kit., dugolisna pukovica
8. Peucedanum morisonii Besser ex Schult.
9. Peucedanum officinale L., smudnjak prignutolistni
10. Peucedanum ruthenicum M.Bieb.
11. Peucedanum japonicum Thunb.  p. min. p.

Peucedanum L. (s. lat.) (38 spp.); potrebno prebaciti u druge rodove:
1. Peucedanum adae Woronow
2. Peucedanum akaliniae Akpulat, Gürdal & Tuncay
3. Peucedanum ampliatum K.T.Fu
4. Peucedanum anamallayense C.B.Clarke
5. Peucedanum autumnale (J.Thiébaut) Bernardi
6. Peucedanum belutschistanicum H.Wolff
7. Peucedanum dehradunense Babu
8. Peucedanum dhana Buch.-Ham. ex C.B.Clarke
9. Peucedanum dielsianum Fedde ex H.Wolff
10. Peucedanum gabrielae R.Frey
11. Peucedanum guangxiense R.H.Shan & M.L.Sheh
12. Peucedanum harry-smithii Fedde ex H.Wolff
13. Peucedanum henryi H.Wolff
14. Peucedanum longshengense R.H.Shan & M.L.Sheh
15. Peucedanum mashanense R.H.Shan & M.L.Sheh
16. Peucedanum medicum Dunn
17. Peucedanum miroense K.Kim, H.J.Suh & J.H.Song
18. Peucedanum muliense M.L.Sheh
19. Peucedanum multivittatum Maxim.
20. Peucedanum nagpurense Prain
21. Peucedanum nanum R.H.Shan & M.L.Sheh
22. Peucedanum nepalense P.K.Mukh.
23. Peucedanum ozhatayiorum Akpulat & Akalin
24. Peucedanum pimenovii Mozaff.
25. Peucedanum pradeepianum K.M.P.Kumar, Hareesh & Balach
26. Peucedanum puberulum (Turcz.) Turcz. ex Schischk.
27. Peucedanum rochelianum Heuff.
28. Peucedanum sandwicense Hillebr.
29. Peucedanum shanianum F.L.Chen & Y.F.Deng
30. Peucedanum siamicum Craib
31. Peucedanum songpanense R.H.Shan & F.T.Pu
32. Peucedanum tongkangense K.Kim, H.J.Suh & J.H.Song
33. Peucedanum vaginatum Ledeb.
34. Peucedanum violaceum R.H.Shan & M.L.Sheh
35. Peucedanum vourinense (Leute) Hartvig
36. Peucedanum wulongense R.H.Shan & M.L.Sheh
37. Peucedanum yunnanense H.Wolff
38. Peucedanum zedelmeierianum Manden.

Ostali sinonimi:
1. P. alpinum (Sieber ex Schult.) B.L.Burtt & P.H.Davis = Ormosolenia alpina (Sieber ex Schult.) Pimenov
2. P. alsaticum L., alzaška pukovica, = Xanthoselinum alsaticum (L.) Schur
3. P. austriacum (Jacq.) W.D.J.Koch, austrijska pukovica, = Pteroselinum austriacum (Jacq.) Rchb.
4. P. cervaria (L.) Cusson ex Lapeyr. = Cervaria rivini Gaertn.
5. P. cervariifolium C.A.Mey. = Cervaria cervariifolia (C.A.Mey.) Pimenov
6. P. ceylanicum Gardner = Tetrataenium ceylanicum (Gardner ex C.B.Clarke) Manden
7. Peucedanum cordatum Balf.f.
8. Peucedanum coreanum Nakai
9. Peucedanum hispanicum (Boiss.) Endl.
10. Peucedanum insolens Kitag.
11. Peucedanum japonicum Thunb.
12. Peucedanum lancifolium Lange
13. Peucedanum latifolium (M.Bieb.) DC.
14. Peucedanum ledebourielloides K.T.Fu
15. Peucedanum longeradiatum (Maxim.) T.Yamaz.
16. Peucedanum lowei (Coss.) Menezes
17. Peucedanum oreoselinum (L.) Moench, brdska pukovica ili petrusin planinski
18. Peucedanum ostruthium (L.) W.D.J.Koch
19. Peucedanum palustre (L.) Moench
20. Peucedanum paniculatum Loisel.
21. Peucedanum parkinsonii Fedde ex H.Wolff
22. Peucedanum pubescens Hand.-Mazz.
23. Peucedanum rablense (Wulfen) W.D.J.Koch
24. Peucedanum tauricum M.Bieb.
25. Peucedanum translucens Rech.f.
26. Peucedanum venetum (Spreng.) W.D.J.Koch, venetska pukovica
27. Peucedanum verticillare (L.) W.D.J.Koch ex DC.
28. Peucedanum vogelianum Emb. & Maire
29. Peucedanum winkleri H.Wolff